# Virgen Margarita Concepción
La Virgen Margarita Concepción es una advocación mariana de la Iglesia católica, cuya imagen tiene su principal centro de culto en el Santuario Diocesano Margarita Concepción en el centro de la cabecera del municipio de Mazatán en el estado de Chiapas
Margarita del griego " Inmaculada" y Concepción " que significa "Concebida Sin pecado" es el nombre que se le da a una imagen tallada en madera con más de 400 años de antigüedad, que, según las tradiciones mazatecas, tres cajas de madera aparecieron en las orillas de la playa Las Conchitas y dentro de ellas estaban tres imágenes y cuando los nativos del lugar las vieron oyeron una voz y les dijo que avisaran de lo acontecido.

## Historia
No se sabe de dónde proviene la escultura de madera de la virgen Margarita Concepción, ni tampoco se sabe bien a bien la fecha exacta de la aparición de las esculturas, mas sí se sabe que fue entre el lapso de entre la segunda mitad del siglo XV y la primera mitad del siglo XVI. Cuenta la historia que en la playa Las Conchas (hoy ejido Zapata) aparecieron 3 cajones de maderas junto a la orilla del mar y en ellos venían 3 imágenes: la virgen del Tránsito, la virgen de la Candelaria y la virgen Margarita Concepción. Según la leyenda el relato es este. 

«Después de que los nativos del lugar llegaran al sitio donde estaban los cajones, una voz suave y dulce les dijo: 

«Señores, no se asusten. Vayan y avisen a los pobladores del Tacaná, Tuxtla Chico y Mazatán. Es mi deseo que venga mucha gente y se lleve a cada imagen a donde le corresponde»

Escuchando esto, los pobladores depositaron las cajas que había en el mar en un embarcadero que allí había y fueron a llevar el mensaje de la «gran señora». Ese mismo día llegaron con gran ligereza los tres pueblos sin explicarse cómo habían llegado con tanta rapidez. Estando ya todos los pueblos reunidos, los pobladores de Tuxtla Chico quisieron llevarse la imagen más bella, pero la imagen se hizo tan pesada que no pudieron levantarla. Esa era la señal, la Virgen Margarita Concepción quería quedarse en Mazatán y se quedó en Mazatán

## Nombramiento papal
El Papa Benedicto XVI elevó en el año 2009 la parroquia Virgen Margarita Concepción a Santuario Diocesano, reina de la diócesis de Tapachula, por medio de un decreto, el cual fue leído por el Nuncio Apostólico en México, Christopher Pierre, con la participación de 22 arzobispos y obispos.